# Eliminatórias da Copa do Mundo de Futebol Feminino de 2027
As eliminatórias da Copa do Mundo Feminina da FIFA 2023 decidem as 31 das 32 equipes que disputarão a Copa do Mundo de Futebol Feminino de 2027, no Brasil. É a décima edição da Copa do Mundo de Futebol Feminino, o torneio mundial quadrienal de futebol feminino da FIFA, sendo a segunda edição seguida a acontecer no hemisfério sul e a primeira na América do Sul, marcando a volta do torneio nas Américas desde 2015.
Essa também vai ser a segunda e última edição a contar com 32 equipes, já que a partir de 2031, o torneio passa a ter 48 equipes, seguindo a política de igualdade com a versão masculina do principal torneio de seleções profissionais da FIFA.

## Vagas
As confederações da FIFA organizam suas eliminatórias por meio de campeonatos continentais ou competições classificatórias separadas. O anfitrião Brasil se classificou automaticamente para o torneio, e todas as demais federações-membro da FIFA elegíveis puderam participar das eliminatórias, se assim o desejassem.
A atribuição de vagas abaixo foi aprovada pelo Conselho da FIFA em 10 de dezembro de 2024. A vaga para o país anfitrião será retirada diretamente das cotas atribuídas à sua confederação. 28 seleções garantem vagas diretas, enquanto que outras três podem garantir através da repescagem.
- AFC (Ásia): 6 vagas
- CAF (África): 4 vagas
- CONCACAF (América do Norte, América Central e Caribe): 4 vagas
- CONMEBOL (América do Sul): 3 vagas (incluindo o anfitrião Brasil)
- OFC (Oceânia): 1 vaga
- UEFA (Europa): 11 vagas
- Torneio play-off interconfederacional : 3 vagas

Um torneio de play-off com dez equipes decidirá as três últimas vagas na Copa do Mundo Feminina. A distribuição das vagas nos play-offs é a seguinte:
- AFC (Ásia): 2 vagas
- CAF (África): 2 vagas
- CONCACAF (América do Norte, América Central e Caribe): 2 vagas
- CONMEBOL (América do Sul): 2 vagas
- OFC (Oceania): 1 vaga
- UEFA (Europa): 1 vaga

## Qualificados
| Confederação                       | Seleção   | Classificada como | Data da classificação | Presenças | Primeira presença | Última presença | Melhor resultado anterior |
| ---------------------------------- | --------- | ----------------- | --------------------- | --------- | ----------------- | --------------- | ------------------------- |
| CONMEBOL (2 vagas + país-sede)     | Brasil    | País-sede         | 16 de maio de 2024    | 10        | 1991              | 2023            | Vice-campeã (2007)        |
| CONMEBOL (2 vagas + país-sede)     | A definir |                   |                       |           |                   |                 |                           |
| CONMEBOL (2 vagas + país-sede)     | A definir |                   |                       |           |                   |                 |                           |
| UEFA (11 vagas)                    | A definir |                   |                       |           |                   |                 |                           |
| UEFA (11 vagas)                    | A definir |                   |                       |           |                   |                 |                           |
| UEFA (11 vagas)                    | A definir |                   |                       |           |                   |                 |                           |
| UEFA (11 vagas)                    | A definir |                   |                       |           |                   |                 |                           |
| UEFA (11 vagas)                    | A definir |                   |                       |           |                   |                 |                           |
| UEFA (11 vagas)                    | A definir |                   |                       |           |                   |                 |                           |
| UEFA (11 vagas)                    | A definir |                   |                       |           |                   |                 |                           |
| UEFA (11 vagas)                    | A definir |                   |                       |           |                   |                 |                           |
| UEFA (11 vagas)                    | A definir |                   |                       |           |                   |                 |                           |
| UEFA (11 vagas)                    | A definir |                   |                       |           |                   |                 |                           |
| UEFA (11 vagas)                    | A definir |                   |                       |           |                   |                 |                           |
| AFC (6 vagas)                      | A definir |                   |                       |           |                   |                 |                           |
| AFC (6 vagas)                      | A definir |                   |                       |           |                   |                 |                           |
| AFC (6 vagas)                      | A definir |                   |                       |           |                   |                 |                           |
| AFC (6 vagas)                      | A definir |                   |                       |           |                   |                 |                           |
| AFC (6 vagas)                      | A definir |                   |                       |           |                   |                 |                           |
| AFC (6 vagas)                      | A definir |                   |                       |           |                   |                 |                           |
| CAF (4 vagas)                      | A definir |                   |                       |           |                   |                 |                           |
| CAF (4 vagas)                      | A definir |                   |                       |           |                   |                 |                           |
| CAF (4 vagas)                      | A definir |                   |                       |           |                   |                 |                           |
| CAF (4 vagas)                      | A definir |                   |                       |           |                   |                 |                           |
| CONCACAF (4 vagas)                 | A definir |                   |                       |           |                   |                 |                           |
| CONCACAF (4 vagas)                 | A definir |                   |                       |           |                   |                 |                           |
| CONCACAF (4 vagas)                 | A definir |                   |                       |           |                   |                 |                           |
| CONCACAF (4 vagas)                 | A definir |                   |                       |           |                   |                 |                           |
| OFC (1 vaga)                       | A definir |                   |                       |           |                   |                 |                           |
| Playoff intercontinental (3 vagas) | A definir |                   | fevereiro de 2027     |           |                   |                 |                           |
| Playoff intercontinental (3 vagas) | A definir |                   | fevereiro de 2027     |           |                   |                 |                           |
| Playoff intercontinental (3 vagas) | A definir |                   | fevereiro de 2027     |           |                   |                 |                           |

#### Exceções
- Rússia: ainda sob as sansões aplicadas pela UEFA e FIFA por ocasião da invasão da Ucrânia desde fevereiro de 2022, a seleção russa foi impedida de participar das eliminatórias europeias, uma vez que o calendário da FIFA foi fechado enquanto vigorava a suspensão do país de todos os torneios organizados pela entidade.
- Congo: por falta de preparação o suficiente para as eliminatórias da Copa das Nações, o país decidiu abrir mão da competição.[5]
- Chade: devido ao atraso nos repasses dos fundos necessários para os preparativos das atletas, o país decidiu abrir mão das eliminatórias africanas.[6]

## Eliminatórias

### Ásia (AFC)
Essa é a última edição em que esteve em vigor o modelo da Copa da Ásia, como nos anos anteriores. Buscando aumentar a competitividade, a partir do ciclo visando o mundial de 2031 passa a ser adotado o modelo das Eliminatórias em separado do principal campeonato continental.
O torneio é dividido em duas fases:
- Fase classificatória: As nações competirão de 23 de junho a 19 de julho de 2025 em oito grupos para determinar as oito nações que se juntarão às três equipes mais bem classificadas da edição de 2022 (China , Coreia do Sul e Japão) e à anfitriã Austrália para o torneio final. O tamanho de cada grupo é baseado no número de nações que se classificam.[8]
- Torneio final: O torneio final está programado para ocorrer de 1 a 21 de março de 2026. Doze nações serão divididas em grupos de quatro equipes cada para jogar partidas de todos contra todos. Os vencedores e os segundos colocados dos grupos, além dos dois terceiros colocados mais bem classificados, avançarão para a fase eliminatória, que determinará as seis nações que se classificarão diretamente para a Copa do Mundo de 2027 e as duas representantes asiáticas nos play-offs interconfederações.[9]

#### Grupo A
| Pos | Equipe    | Pts | J | V | E | D | GP | GC | SG | Classificado                             |  |   |   |   |   |  |
| --- | --------- | --- | - | - | - | - | -- | -- | -- | ---------------------------------------- |  | - | - | - | - |  |
| 1   | Butão     | 0   | 0 | 0 | 0 | 0 | 0  | 0  | 0  | Copa da Ásia de Futebol Feminino de 2026 |  | — |   |   |   |  |
| 2   | Irã       | 0   | 0 | 0 | 0 | 0 | 0  | 0  | 0  |                                          |  |   | — |   |   |  |
| 3   | Jordânia  | 0   | 0 | 0 | 0 | 0 | 0  | 0  | 0  |                                          |  |   | — |   |   |  |
| 4   | Líbano    | 0   | 0 | 0 | 0 | 0 | 0  | 0  | 0  |                                          |  |   |   | — |   |  |
| 5   | Singapura | 0   | 0 | 0 | 0 | 0 | 0  | 0  | 0  |                                          |  |   |   |   | — |  |

#### Grupo B
| Pos | Equipe      | Pts | J | V | E | D | GP | GC | SG  | Classificado                             |      |      |     |     |     |      |
| --- | ----------- | --- | - | - | - | - | -- | -- | --- | ---------------------------------------- | ---- | ---- | --- | --- | --- | ---- |
| 1   | Índia       | 12  | 4 | 4 | 0 | 0 | 24 | 1  | +23 | Copa da Ásia de Futebol Feminino de 2026 |      | —    | 2–1 | 4–0 | 5–0 | 13–0 |
| 2   | Tailândia   | 9   | 4 | 3 | 0 | 1 | 23 | 2  | +21 |                                          |      | 1–2  | —   | 4–0 | 7–0 | 11–0 |
| 3   | Timor-Leste | 4   | 4 | 1 | 1 | 2 | 3  | 9  | −6  |                                          | 0–4  | 0–4  | —   | 0–0 | 3–1 |      |
| 4   | Iraque      | 4   | 4 | 1 | 1 | 2 | 5  | 14 | −9  |                                          | 0–5  | 0–7  | 0–0 | —   | 5–2 |      |
| 5   | Mongólia    | 0   | 4 | 0 | 0 | 4 | 2  | 32 | −30 |                                          | 0–13 | 0–11 | 1–3 | 2–5 | —   |      |

#### Grupo C
| Pos | Equipe        | Pts | J | V | E | D | GP | GC | SG  | Classificado                             |     |     |     |     |     |
| --- | ------------- | --- | - | - | - | - | -- | -- | --- | ---------------------------------------- | --- | --- | --- | --- | --- |
| 1   | Bangladesh    | 9   | 3 | 3 | 0 | 0 | 16 | 1  | +15 | Copa da Ásia de Futebol Feminino de 2026 |     | —   | 2–1 | 7–0 | 7–0 |
| 2   | Myanmar       | 6   | 3 | 2 | 0 | 1 | 15 | 2  | +13 |                                          |     | 1–2 | —   | 6–0 | 8–0 |
| 3   | Bahrein       | 1   | 3 | 0 | 1 | 2 | 2  | 15 | −13 |                                          | 0–7 | 0–6 | —   | 2–2 |     |
| 4   | Turcomenistão | 1   | 3 | 0 | 1 | 2 | 2  | 17 | −15 |                                          | 0–7 | 0–8 | 2–2 | —   |     |

#### Grupo D
| Pos | Equipe       | Pts | J | V | E | D | GP | GC | SG  | Classificado                             |     |     |     |     |     |
| --- | ------------ | --- | - | - | - | - | -- | -- | --- | ---------------------------------------- | --- | --- | --- | --- | --- |
| 1   | Taipé Chinês | 9   | 3 | 3 | 0 | 0 | 13 | 1  | +12 | Copa da Ásia de Futebol Feminino de 2026 |     | —   | 8–0 | 3–0 | 2–1 |
| 2   | Paquistão    | 6   | 3 | 2 | 0 | 1 | 4  | 9  | −5  |                                          |     | 0–8 | —   | 2–0 | 2–1 |
| 3   | Indonésia    | 3   | 3 | 1 | 0 | 2 | 2  | 4  | −2  |                                          | 1–2 | 0–2 | —   | 1–0 |     |
| 4   | Quirguistão  | 0   | 3 | 0 | 0 | 3 | 1  | 6  | −5  |                                          | 0–3 | 1–2 | 0–1 | —   |     |

#### Grupo E
| Pos | Equipe                 | Pts | J | V | E | D | GP | GC | SG  | Classificado                             |     |     |     |     |     |
| --- | ---------------------- | --- | - | - | - | - | -- | -- | --- | ---------------------------------------- | --- | --- | --- | --- | --- |
| 1   | Vietnã                 | 9   | 3 | 3 | 0 | 0 | 17 | 0  | +17 | Copa da Ásia de Futebol Feminino de 2026 |     | —   | 6–0 | 4–0 | 7–0 |
| 2   | Emirados Árabes Unidos | 4   | 3 | 1 | 1 | 1 | 5  | 6  | −1  |                                          |     | 0–6 | —   | 0–0 | 5–0 |
| 3   | Guam                   | 4   | 3 | 1 | 1 | 1 | 3  | 4  | −1  |                                          | 0–4 | 0–0 | —   | 3–0 |     |
| 4   | Maldivas               | 0   | 3 | 0 | 0 | 3 | 0  | 15 | −15 |                                          | 0–7 | 0–5 | 0–3 | —   |     |

#### Grupo F
| Pos | Equipe      | Pts | J | V | E | D | GP | GC | SG  | Classificado                             |      |     |     |     |      |
| --- | ----------- | --- | - | - | - | - | -- | -- | --- | ---------------------------------------- | ---- | --- | --- | --- | ---- |
| 1   | Uzbequistão | 6   | 3 | 2 | 0 | 1 | 20 | 3  | +17 | Copa da Ásia de Futebol Feminino de 2026 |      | —   | 3–3 | 7–0 | 10–0 |
| 2   | Nepal       | 6   | 3 | 2 | 0 | 1 | 20 | 3  | +17 |                                          |      | 3–3 | —   | 9–0 | 8–0  |
| 3   | Laos        | 3   | 3 | 1 | 0 | 2 | 2  | 16 | −14 |                                          | 0–7  | 0–9 | —   | 2–0 |      |
| 4   | Sri Lanka   | 0   | 3 | 0 | 0 | 3 | 0  | 20 | −20 |                                          | 0–10 | 0–8 | 0–2 | —   |      |

1. 1 2  A decisão da vaga entre Uzbequistão e Nepal foi definida por pênaltis (Uzbequistão 4–2 Nepal), conforme a regra da AFC

#### Grupo G
| Pos | Equipe         | Pts | J | V | E | D | GP | GC | SG  | Classificado                             |     |     |     |     |     |
| --- | -------------- | --- | - | - | - | - | -- | -- | --- | ---------------------------------------- | --- | --- | --- | --- | --- |
| 1   | Filipinas      | 9   | 3 | 3 | 0 | 0 | 10 | 0  | +10 | Copa da Ásia de Futebol Feminino de 2026 |     | —   | 1–0 | 6–0 | 3–0 |
| 2   | Hong Kong      | 4   | 3 | 1 | 1 | 1 | 2  | 2  | 0   |                                          |     | 0–1 | —   | 1–1 | 1–0 |
| 3   | Camboja        | 4   | 3 | 1 | 1 | 1 | 3  | 8  | −5  |                                          | 0–6 | 1–1 | —   | 2–1 |     |
| 4   | Arábia Saudita | 0   | 3 | 0 | 0 | 3 | 1  | 6  | −5  |                                          | 0–3 | 0–1 | 1–2 | —   |     |

1. 1 2  Hong Kong aparece à frente da Camboja pela diferença no saldo de gols (Hong Kong possui 0 contra –5 da Camboja)

#### Grupo H
| Pos | Equipe          | Pts | J | V | E | D | GP | GC | SG  | Classificado                             |      |     |     |      |      |
| --- | --------------- | --- | - | - | - | - | -- | -- | --- | ---------------------------------------- | ---- | --- | --- | ---- | ---- |
| 1   | Coreia do Norte | 9   | 3 | 3 | 0 | 0 | 26 | 0  | +26 | Copa da Ásia de Futebol Feminino de 2026 |      | —   | 6–0 | 10–0 | 10–0 |
| 2   | Malásia         | 6   | 3 | 2 | 0 | 1 | 2  | 6  | −4  |                                          |      | 0–6 | —   | 1–0  | 1–0  |
| 3   | Palestina       | 3   | 3 | 1 | 0 | 2 | 3  | 11 | −8  |                                          | 0–10 | 0–1 | —   | 3–0  |      |
| 4   | Tajiquistão     | 0   | 3 | 0 | 0 | 3 | 0  | 14 | −14 |                                          | 0–10 | 0–1 | 0–3 | —    |      |

### África (CAF)
Assim como em 2023, a Copa Africana de Nações Feminina serve como competição classificatória para determinar as representantes africanas na Copa do Mundo Feminina. O processo de qualificação é:
- Fase de qualificação: A qualificação para a Copa Africana de Nações Feminina de 2026 ocorrerá em duas rodadas durante as janelas internacionais de 17 a 26 de fevereiro de 2025 e de 20 a 28 de outubro de 2025. Onze nações avançarão para se juntar ao anfitrião Marrocos no torneio final.[10]
- Torneio final: As datas do torneio final ainda não foram definidas. Doze nações serão divididas em três grupos de quatro equipes cada, que jogarão partidas de todos contra todos. Os vencedores e os segundos colocados dos grupos, além dos dois terceiros colocados mais bem classificados, avançarão para a fase eliminatória, que determinará as quatro nações que se classificarão diretamente para a Copa do Mundo de 2027 e as duas representantes africanas nos play-offs interconfederacionais.

#### Primeira fase
| Equipe 1     | Total           | Equipe 2         | 1.º jogo | 2.º jogo |
| ------------ | --------------- | ---------------- | -------- | -------- |
| Angola       | 3–3 (5–4) (pen) | Zimbabwe         | 2–1      | 1–2      |
| Malawi       | w.o             | Congo            | –        | –        |
| Botswana     | 0–2             | RD Congo         | 0–2      | 0–0      |
| Tanzânia     | 4–2             | Guiné Equatorial | 3–1      | 1–1      |
| Uganda       | 2–2 (4–5) (pen) | Etiópia          | 2–0      | 0–2      |
| Essuatíni    | 0–4             | Namíbia          | 0–3      | 0–1      |
| Burundi      | 1–5             | Burquina Fasso   | 0–1      | 1–4      |
| Djibuti      | 0–10            | Togo             | 0–5      | 0–5      |
| Sudão do Sul | 0–8             | Argélia          | 0–5      | 0–3      |
| Ruanda       | 2–3             | Egito            | 0–1      | 2–2      |
| Quênia       | 1–0             | Tunísia          | 0–0      | 1–0      |
| Níger        | 1–4             | Gâmbia           | 0–2      | 1–2      |
| Benim        | 5–2             | Serra Leoa       | 2–1      | 3–1      |
| Guiné        | 3–6             | Cabo Verde       | 2–2      | 1–4      |
| Gabão        | 1–10            | Mali             | 0–6      | 1–4      |
| Chade        | w.o             | Senegal          | –        | –        |

#### Segunda fase
| Equipe 1       | Total | Equipe 2        | 1.º jogo | 2.º jogo |
| -------------- | ----- | --------------- | -------- | -------- |
| Angola         | –     | Malawi          | out      | out      |
| RD Congo       | –     | África do Sul   | out      | out      |
| Tanzânia       | –     | Etiópia         | out      | out      |
| Namíbia        | –     | Zâmbia          | out      | out      |
| Burquina Fasso | –     | Togo            | out      | out      |
| Argélia        | –     | Camarões        | out      | out      |
| Egito          | –     | Gana            | out      | out      |
| Quênia         | –     | Gâmbia          | out      | out      |
| Benim          | –     | Nigéria         | out      | out      |
| Cabo Verde     | –     | Mali            | out      | out      |
| Senegal        | –     | Costa do Marfim | out      | out      |

### América do Norte, Central e Caribe (CONCACAF)
Assim como em 2023, o Campeonato Mundial da CONCACAF serve como competição classificatória para determinar os representantes da América do Norte, América Central e Caribe na Copa do Mundo Feminina. O processo de qualificação é:
- Fase de qualificação: As nações serão divididas em seis grupos de no máximo cinco equipes cada para jogar quatro partidas durante as janelas internacionais em outubro e novembro/dezembro de 2025 e fevereiro/março e abril de 2026 para determinar as seis equipes que avançam para se juntar às duas primeiras equipes no Ranking Feminino da CONCACAF para o torneio final.
- Torneio final: Oito nações competirão em um torneio eliminatório de eliminação única em novembro de 2026. Os quatro vencedores das quartas de final se classificarão diretamente para a Copa do Mundo Feminina de 2027, e os quatro perdedores das quartas de final competirão para determinar os dois representantes da CONCACAF nos play-offs interconfederacionais.

### América do Sul (CONMEBOL)
Pela primeira vez, a CONMEBOL anunciou a adoção de um esquema de um torneio de todos contra todos com as nove seleções-membro da confederação entre os meses de novembro de 2025 até o final de 2026, uma vez que o Brasil, por ser o país-sede, não participa da disputa. As duas bem posicionadas garantem a vaga direta na competição, enquanto que a terceira e a quarta colocada disputam os play-offs interconfederacionais.

### Oceania (OFC)
Assim como a CONMEBOL, a OFC também anunciou a adoção de um esquema de um torneio de todos contra todos com as onze seleções-membro da confederação, com a primeira etapa acontecendo no período entre 24 de novembro a 2 de dezembro de 2025.

### Europa (UEFA)
Como no ciclo anterior da Copa do Mundo, a UEFA organizou um torneio para os seus membros, concebido apenas para as eliminatórias da Copa do Mundo.
- Fase de ligas: Cinquenta e três nações serão divididas em três ligas com base no ranking geral da Liga das Nações Feminina da UEFA de 2025. Cada liga será composta por grupos de três ou quatro equipes que jogarão em formato de liga de fevereiro a junho de 2026. Quatro equipes se classificarão diretamente para a Copa do Mundo de 2027 e 32 avançarão para a fase de play-off.[14]
- Fase de play-off: Trinta e duas equipes jogarão duas rodadas de partidas eliminatórias em ida e volta para determinar as sete últimas nações europeias que se classificarão diretamente para a Copa do Mundo Feminina da FIFA de 2027 e o representante europeu nos play-offs interconfederacionais.

### Repescagem intercontinental
Dez equipes avançarão para um torneio play-off para determinar as três equipes finais a se classificarem para a Copa do Mundo Feminina de 2027: duas equipes de cada uma das seguintes nações: AFC, CAF, CONCACAF e CONMEBOL, e uma equipe de cada uma das seguintes nações: OFC e UEFA. Duas rodadas de partidas ocorrerão, com as equipes da CONCACAF e UEFA recebendo uma folga com base nos resultados dos play-offs de 2023 e a equipe mais bem classificada da CONMEBOL recebendo uma folga com base no Brasil sediando o torneio final. A equipe menos bem classificada da CONMEBOL e as equipes da AFC, CAF e OFC jogarão uma série de partidas em novembro-dezembro de 2026, com as duas melhores equipes avançando para a segunda rodada. A segunda rodada consistirá em três partidas de eliminação única em fevereiro de 2027, com equipes da mesma confederação impedidas de se enfrentarem. Os vencedores dessas partidas se classificarão para o torneio final.
| Equipe    | Classificada em   | Participações anteriores na Copa do Mundo FIFA de Futebol Feminino |
| --------- | ----------------- | ------------------------------------------------------------------ |
| A definir | fevereiro de 2027 |                                                                    |
| A definir | fevereiro de 2027 |                                                                    |
| A definir | fevereiro de 2027 |                                                                    |